# Assuras
Assuras (ou parfois Assura) est une cité antique qui se situait à l'époque romaine en Afrique proconsulaire. Les ruines d'Assuras se trouvent au nord-est de la Tunisie, dans le gouvernorat du Kef.

## Localisation
Le site d'Assuras se trouve de nos jours en pleine campagne, au lieu-dit Zanfour, qui domine l'oued Zanfour, à une dizaine de kilomètres à vol d'oiseau au sud du Sers, dans le gouvernorat du Kef. La ville se trouvait sur la rive gauche de l'oued, « à l'endroit où cet oued sort des montagnes pour se répandre et se perdre dans la plaine du Sers ».

## Toponymie
Selon Charles-Joseph Tissot, le nom d'Assuras viendrait du mot punique hatsor (« enceinte, lieu entouré »), mais cela reste une simple hypothèse, d'autant qu'il n'y a pas de preuve d'une occupation punique du site.
La forme Assuras se trouve sur l’Itinéraire d'Antonin, tandis que la table de Peutinger mentionne Assures. Il est possible que l'Opp. Azuritanum qu'on trouve chez Pline l'Ancien soit à identifier avec Assuras. Il en est de même d'Ἄσσουϱος (Assouros) chez le géographe Ptolémée.
Le gentilé correspondant est Assuritanus.
Le nom du Sers (Es Sers) vient probablement du nom d'Assuras.

## Histoire
Assuras, qui faisait partie du royaume numide, entre sous la domination romaine après la bataille de Thapsus, en 46 av. J.-C. La ville est une colonia Iulia, comme l'atteste une inscription trouvée près de l'un des arcs subsistants (col. iul. assuras).
Assuras était prospère sous les Antonins et les Sévères, comme le montrent les inscriptions et la qualité des monuments de cette époque (portes de ville).

## Diocèse puis siège titulaire
Assuras a été, au moins dès le IIIe siècle, le siège d'un diocèse, suffragant de l'archidiocèse de Carthage. On connaît le nom de sept de ses évêques entre le milieu du IIIe et la fin du Ve siècle. Le premier mentionné est Fortunatianus, qui fut déposé à la suite de son apostasie pendant la persécution de Dèce (250-251). Son successeur, Épictète (Epictetus), mort en martyr avant 256, a été canonisé ; il est fêté le 9 janvier.
Le diocèse d'Assuras est mentionné plusieurs fois par saint Augustin, notamment dans le Contra litteras Petiliani libri tres.
Le diocèse existait encore au début du VIIIe siècle.
En 1743, Assuras devient un siège titulaire (de) (évêché in partibus) pour Pietro Gioeni. Jusqu'à Jesús Esteban Sádaba Pérez, vicaire apostolique d'Aguarico en Équateur, nommé en 1990, seize évêques ont occupé ce siège, parmi lesquels Sébastien-Charles-Philibert de Roger de Cahuzac de Caux (1745-1817), de 1780 à 1783, et Ridolfo Brignole Sale (1784-1832), de 1818 à 1832.

## Ruines d'Assuras
Les ruines d'Assuras ont été décrites pour la première fois de manière détaillée par Victor Guérin en 1862.
On peut discerner les traces de l'enceinte, qui n'est pas très puissante, et de deux ponts sur l'oued Zanfour, l'un en pierres de taille, l'autre en moellons et briques.
Plusieurs monuments ont laissé des vestiges visibles en élévation, notamment :
- Trois arcs correspondant à des portes de ville, qui datent de la fin des Antonins et de l'époque des Sévères. L'arcade de ces portes avait une largeur de 5,40 à 5,60 mètres.
- Deux mausolées qui peuvent être datés de l'époque augustéenne. L'un de ces mausolées abritait les restes de T. Helvacius Papia, un affranchi probablement originaire d'Italie, et de ses deux fils[12] ; l'autre mausolée est mieux conservé, mais reste anonyme[13].
- La cella d'un temple.

Le théâtre était adossé à l'enceinte de la cité. Situé près de la porte nord, il s'ouvrait vers le nord-est. On le repère sur les photographies aériennes ou les vues de satellite. La cavea avait un diamètre de 80 mètres ; une partie des sièges sont conservés. Guérin et Émile Espérandieu décrivent un second théâtre, plus petit, situé au sud, près de l'un des ponts sur l'oued Zanfour.
Les carrières qui ont servi à la construction de ces monuments se trouvent non loin de la ville.